# Szarvaskend
Szarvaskend ist eine ungarische Gemeinde im Kreis Körmend im Komitat Vas. Sie liegt südöstlich von Körmend.

## Geschichte
Szarvaskend wurde bereits im 13. Jahrhundert urkundlich erwähnt.

## Sehenswürdigkeiten
- Evangelische Kirche, erbaut 2002 nach Plänen von László Benczúr
- Römisch-katholische Kirche Sarlós Boldogasszony, erbaut 1813 (Spätbarock)
- Sibrik Landhaus (Sibrik-kúria), erbaut 1829

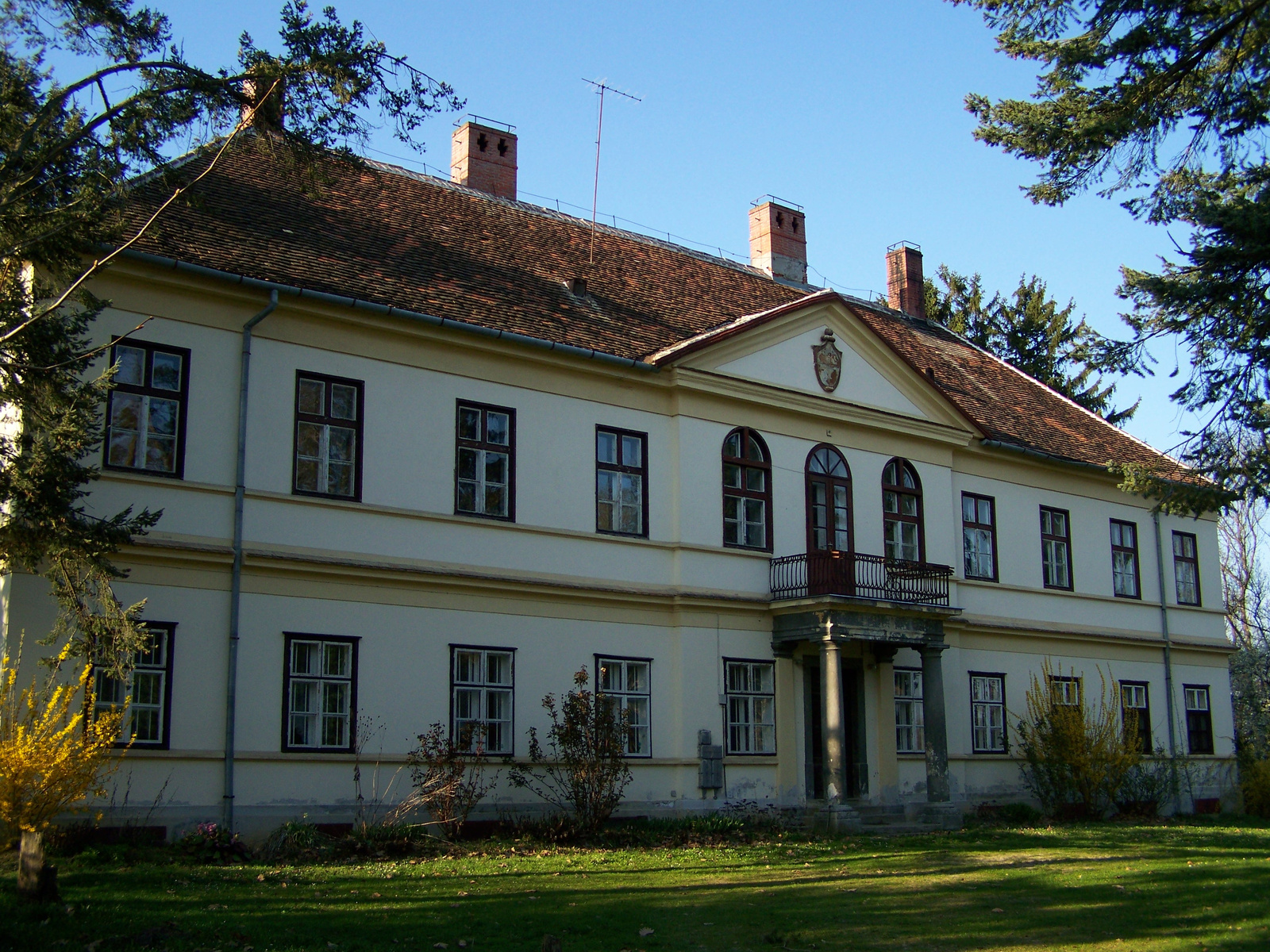
Sibrik Landhaus in Szarvaskend
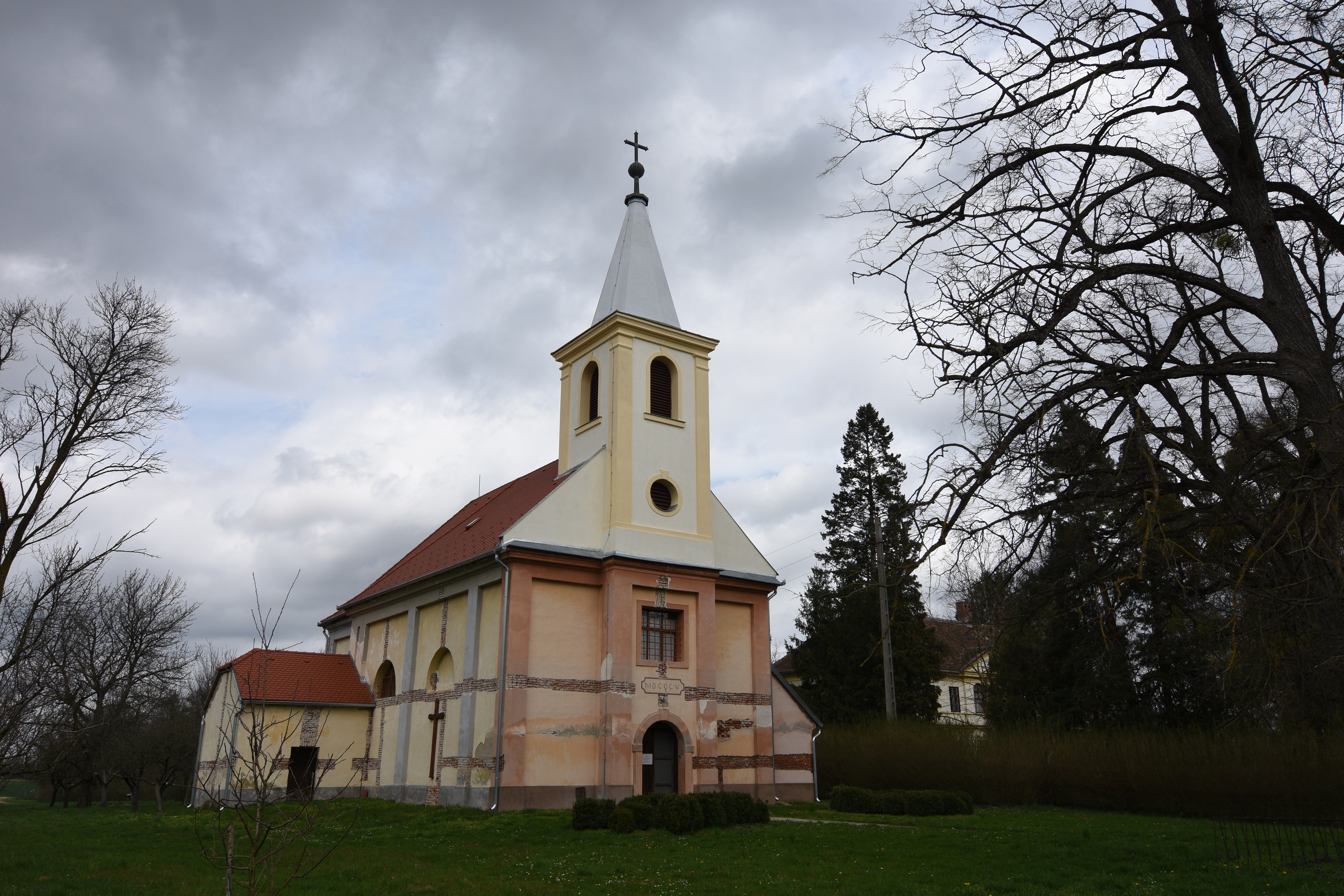
Röm.-kath. Kirche Sarlós Boldogasszony
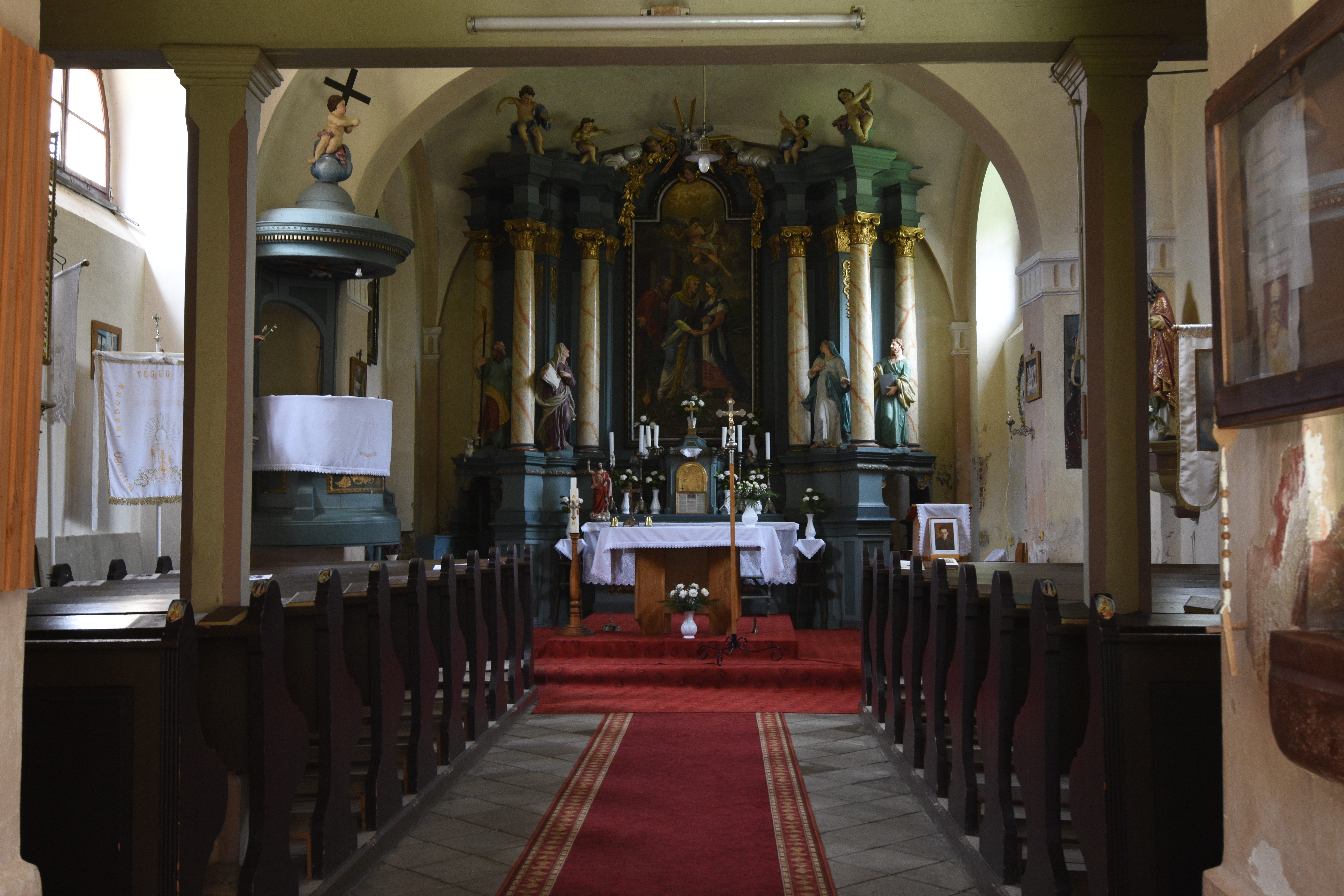
Innenraum der kath. Kirche

## Verkehr
In Szarvaskend treffen die Landstraßen Nr. 7445 und Nr. 7462 aufeinander. Der nächstgelegene Bahnhof befindet sich südwestlich in Nádasd.